# إليشا هنت ألين
إليشا هنت ألين (بالإنجليزية: Elisha Hunt Allen)‏ هو محامي وقاضي ودبلوماسي وسياسي أمريكي، ولد في 28 يناير 1804 في الولايات المتحدة، وتوفي في 1883 في نفس البلد. حزبياً، نشط في حزب اليمين. وقد انتخب سفير وانتخب عضو مجلس نواب ماساتشوستس وانتخب عضو مجلس النواب الأمريكي.